# Trichomanes parvulum
Trichomanes parvulum là một loài thực vật có mạch trong họ Hymenophyllaceae. Loài này được Poir. miêu tả khoa học đầu tiên năm 1808.